# Federico Dimarco
Federico Dimarco (Milão, 10 de novembro de 1997) é um futebolista italiano que atua como lateral-esquerdo. Atualmente joga pela Internazionale.

## Carreira no clube
Um produto da academia juvenil da Inter de Milão, Dimarco fez sua estreia pelo clube em 11 de dezembro de 2014. Ele foi convocado para uma partida da Serie A pela primeira vez em 1 de fevereiro de 2015. Dimarco fez sua estreia na Serie A em 31 de maio de 2015. Em janeiro de 2016, ele foi emprestado ao clube da Serie B, Ascoli, com um contrato de empréstimo de 6 meses.
Ele foi emprestado ao clube da Serie A Empoli com um contrato de empréstimo de uma temporada. Em 30 de junho de 2017, Dimarco foi vendido para o Sion por uma taxa de €3,91 milhões. Em 5 de julho de 2018, a Inter exerceu sua cláusula de recompra para trazer Dimarco de volta por €7 milhões. Em 7 de agosto de 2018, Dimarco foi emprestado ao Parma com uma opção de compra.
Em 31 de janeiro de 2020, Dimarco foi para o Hellas Verona por empréstimo até o final da temporada, com uma opção de compra definitiva. Em 9 de setembro de 2020, seu empréstimo foi prorrogado por mais uma temporada. Em 23 de dezembro de 2021, ele renovou seu contrato com a Inter até junho de 2026. Em 30 de dezembro de 2023, Dimarco estendeu seu contrato com o Inter de Milão até 2027.

## Títulos
Internazionale
- Coppa Italia: 2021–22 e 2022–23
- Supercopa da Itália: 2021[14], 2022 e 2023
- Campeonato Italiano – Série A: 2023–24

### Prêmios individuais
- 81º melhor jovem do ano de 2017 (FourFourTwo)[15]
- Equipe ideal da Liga dos Campeões da UEFA: 2022–23